# ماركو باريشيتش
ماركو باريشيتش هو لاعب كرة قدم كرواتي في مركز الدفاع، ولد في 3 مارس 1993 في سبليت في كرواتيا. شارك مع منتخب كرواتيا تحت 17 سنة لكرة القدم. أما مع النوادي، فقد لعب مع هايدوك سبليت.

## وصلات خارجية
- ماركو باريشيتش على موقع اتحاد كرواتيا (الكرواتية)
- ماركو باريشيتش على موقع قاعدة بيانات كرة القدم.إي يو (الإنجليزية)
- ماركو باريشيتش على موقع Soccerway.com (الإنجليزية)